# Plateau Joss
Le Plateau Joss est un lieu historique de la ville de Douala. Il est le premier habitat des allemands à leur installation au Cameroun.

## Localisation
Le quartier s'étend sur une partie sud est de la commune d'arrondissement de Douala I, sur les rives du Wouri. Il est dans le sud du quartier Bonanjo.
C'est sur le Plateau Joss que se déroule la pendaison de Manga Bell.

## Histoire

### Étymologie
Au départ, Joss est écrit avec deux "S". Il ne doit pas être confondu avec Jos au Nigéria.

## Enseignement
Il abrite notamment le Lycée Joss. Il abrite l'une des premières écoles du Cameroun.

## Édifices, parcs et jardins
- Maison du parti de Douala
- Résidence du gouverneur
- Poste centrale de Douala
- Residence Mandesi Bell
- Palis de justice de Douala 1ier
- Batisses de style colonial, première résidence des colons allemands à Daouala.

C'est l'appropriation des terres du plateau Joss qui est à l'origine de la création de et de l'urbanisation des quartiers de repeuplement que sont Bali et New Bell. Les auchtochtones, les Bell, ayant été expropriés. La révolte qui cause la pendaison de Rudolf Douala Manga Bell, d'ailleurs exécuté pas loin de la poste centrale à Bonanjo, en compagnie de Adolf Ngosso Din le 8 août 1914 sur le plateau Joss est en partie liée à ce conflit cadastral.